# Rhyscotoides laxus
Rhyscotoides laxus is een pissebed uit de familie Rhyscotidae. De wetenschappelijke naam van de soort is voor het eerst geldig gepubliceerd in 1924 door Willard Gibbs Van Name.